# Nordpassage
Die Nordpassage (englisch North Pass) im Norden der Fildes-Halbinsel von King George Island, der größten der Südlichen Shetlandinseln, ist der ebene Bereich zwischen dem Bellingshausen Dome (auf der deutschen Karte von 1984 als „Collinseiskappe“ beschriftet) im Nordosten und den Davies Heights („Zentralberge“ auf der Karte) im Südwesten.
Sie dient als Verbindung zwischen den Forschungsstationen an der Maxwell Bay, insbesondere der Base Artigas, und dem Nordwesten der Halbinsel.
Der Bellingshausen Dome wird in diesem Bereich von der Südlichen Collinsmoräne begrenzt und vom Schiffsbach nach Südosten über den Artigas Beach zur Schiffsbucht im Norden der Maxwell Bay entwässert.
Im Rahmen zweier deutscher Expeditionen zur Fildes-Halbinsel in den Jahren 1981/82 und 1983/84 unter der Leitung von Dietrich Barsch (Geographisches Institut der Universität Heidelberg) und Gerhard Stäblein (Geomorphologisches Laboratorium der Freien Universität Berlin) wurde die Passage zusammen mit zahlreichen weiteren bis dahin unbenannten geographischen Objekten der Fildes-Halbinsel neu benannt und dem Wissenschaftlichen Ausschuss für Antarktisforschung (Scientific Committee on Antarctic Research, SCAR) gemeldet.
Vom britischen Antarctic Place-names Committee (APC) wurde die Passage 2007 (mit präziseren Koordinaten) unter dem Namen North Pass ans SCAR gemeldet.

## Dongbei Bingyuan Gudi
Wie in der britischen Beschreibung erwähnt, wurde die Gegend von chinesischen Wissenschaftlern der Große-Mauer-Station 1986 als „Nordöstliches Eisrandtal“ (chinesisch 东北冰缘谷地, Pinyin Dōngběi Bīngyuán Gǔdì) benannt.
Damit ist allerdings das gesamte Tal des Schiffsbachs bis zur Mündung in die Schiffsbucht gemeint, sodass der Mittelpunkt des Gebiets, das 1986 ebenfalls ans SCAR gemeldet wurde, weiter südöstlich, bei 62° 10′ 54,4″ S, 58° 54′ 4,7″ W, liegt.